# Royal Rumble (2004)
Royal Rumble (2004) foi o 17º evento anual pay-per-view Royal Rumble de luta profissional produzido pela World Wrestling Entertainment (WWE). Foi realizado para lutadores das divisões da marca Raw e SmackDown!. O evento aconteceu em 25 de janeiro de 2004, no Wachovia Center, na Filadélfia, Pensilvânia. Como tem sido habitual desde 1993, o vencedor do Royal Rumble recebeu uma luta pelo campeonato mundial na WrestleMania daquele ano, neste caso, WrestleMania XX. Começando com este Royal Rumble, o vencedor pode escolher qual campeonato disputar na WrestleMania, o Campeonato Mundial dos Pesos-Pesados do Raw ou o Campeonato da WWE do SmackDown!.
Seis lutas foram apresentadas no supercard do evento, uma programação de mais de um evento principal. O evento principal foi o Royal Rumble de 2004, que contou com lutadores de ambas as marcas. Chris Benoit, do SmackDown!, o primeiro participante, venceu a luta eliminando por último Big Show, também do SmackDown!. Esta vitória resultou em Benoit quebrando o recorde de longevidade de Bob Backlund, permanecendo na luta por mais de uma hora, mas foi quebrado por Rey Mysterio em 2006. Benoit também se tornou o segundo lutador a vencer a luta como o primeiro participante, depois de Shawn Michaels. A luta principal no Raw foi uma luta Last Man Standing entre Triple H e Shawn Michaels pelo Campeonato Mundial dos Pesos Pesados, que terminou em empate. A partida predominante do SmackDown! foi Brock Lesnar contra Hardcore Holly pelo Campeonato da WWE, que Lesnar venceu para manter o título. A luta em destaque na eliminatória foi uma luta de mesas pelo Campeonato Mundial de Duplas entre Evolution (Ric Flair e Batista) e The Dudley Boyz (Bubba Ray Dudley e D-Von Dudley), que Evolution venceu para manter os títulos.

## Produção

### Introdução
O Royal Rumble é um pay-per-view anual (PPV), produzido todo mês de janeiro pela World Wrestling Entertainment (WWE) desde 1988. É um dos quatro pay-per-views originais da promoção, junto com WrestleMania, SummerSlam e Survivor Series, apelidado de "Big Four". É nomeado após a partida Royal Rumble, uma batalha real modificada na qual os participantes entram em intervalos cronometrados, em vez de todos começarem no ringue ao mesmo tempo. O evento de 2004 foi o 17º na cronologia do Royal Rumble e estava programado para ser realizado em 25 de janeiro de 2004, no Wachovia Center, na Filadélfia, Pensilvânia. Ele apresentava lutadores das marcas Raw e SmackDown!.
A partida Royal Rumble geralmente apresenta 30 lutadores. Tradicionalmente, o vencedor da partida ganha uma luta pelo campeonato mundial na WrestleMania daquele ano. No ano anterior, o vencedor ganhou uma luta pelo título de sua respectiva marca, mas para 2004, o vencedor poderia escolher disputar o campeonato mundial de qualquer uma das marcas na WrestleMania XX: Campeonato Mundial dos Pesos-Pesados do Raw ou o Campeonato da WWE do SmackDown!.

### Histórias
O card foi composto por seis partidas. As lutas resultaram de histórias roteirizadas, onde os lutadores retratavam heróis, vilões ou personagens menos distinguíveis para criar tensão e culminaram em uma luta ou série de lutas. Os resultados foram predeterminados pelos escritores da WWE no Raw e SmackDown!, com histórias produzidas em seus programas de televisão semanais, Raw e SmackDown!.
A preparação para a luta Royal Rumble começou no episódio de 1º de janeiro do SmackDown!, quando John Cena interrompeu uma promo do Gerente Geral do SmackDown! Paul Heyman sobre o evento Tribute to the Troops. Isso irritou Heyman e Heyman forçou Cena a competir em uma partida de handicap com um parceiro e os dois precisavam vencer a partida para ganhar entrada na partida Royal Rumble. O parceiro de Cena foi revelado para ser Chris Benoit e os dois derrotaram The Full Blooded Italians (Nunzio, Chuck Palumbo e Johnny Stamboli) para se qualificar para a luta Royal Rumble. Como resultado, todos os três membros do Full Blooded Italians perderam suas vagas na partida Royal Rumble; se Cena e Benoit tivessem perdido, nenhum dos dois poderia participar da partida. Após a luta, Kurt Angle anunciou que participaria da luta Royal Rumble e a venceria. Mais tarde naquela noite, Benoit insultou Heyman e Heyman forçou Benoit a competir no primeiro lugar no Royal Rumble. No Raw de 5 de janeiro, Kane anunciou que iria ganhar o Royal Rumble, mas foi confrontado por Booker T, que afirmou que eliminaria Kane da luta e venceria a luta. Três dias depois no SmackDown!, Benoit derrotou os Full Blooded Italians em um mini Royal Rumble para manter seu lugar no Royal Rumble. No Raw de 12 de janeiro, Goldberg derrotou Matt Hardy e anunciou que participaria da luta Royal Rumble. No episódio de 15 de janeiro do SmackDown!, várias partidas classificatórias foram realizadas para o Royal Rumble, incluindo uma batalha real entre os italianos Full Blooded, que Nunzio venceu. No episódio de 19 de janeiro do Raw, Goldberg, Randy Orton, Rob Van Dam, Booker T, Mark Henry e Chris Jericho venceram lutas para se qualificar para uma Battle Royal para determinar o participante #30 da luta Royal Rumble. Goldberg venceu a luta e conquistou o 30º lugar no Royal Rumble.
Partidas de qualificação do Royal Rumble
- John Cena e Chris Benoit derrotaram Nunzio, Chuck Palumbo e Johnny Stamboli em uma luta de handicap – SmackDown!, 30 de dezembro (exibido em 1º de janeiro)
- Rico derrotou Tommy Dreamer – Heat, 12 de janeiro (exibido em 18 de janeiro)[5]
- Matt Morgan derrotou Orlando Jordan – Velocity, 13 de janeiro (exibido em 17 de janeiro)[6]
- Rikishi derrotou Scotty 2 Hotty – SmackDown!, 13 de janeiro (exibido em 15 de janeiro)
- The World's Greatest Tag Team (Shelton Benjamin e Charlie Haas) derrotou Basham Brothers (Doug Basham e Danny Basham) – SmackDown!, 13 de janeiro (exibido em 15 de janeiro)
- Nunzio derrotou Chuck Palumbo e Johnny Stamboli em uma batalha real – SmackDown!, 13 de janeiro (exibido em 15 de janeiro)
- Big Show derrotou Funaki – SmackDown!, 13 de janeiro (exibido em 15 de janeiro)
- Tajiri derrotou Billy Kidman – SmackDown!, 20 de janeiro (exibido em 22 de janeiro)
- A-Train derrotou Shannon Moore – SmackDown!, 20 de janeiro (exibido em 22 de janeiro)
- Bradshaw derrotou Akio e Sakoda em uma luta triple threat – SmackDown!, 20 de janeiro (exibido em 22 de janeiro)

A principal rivalidade do Raw foi entre Triple H e Shawn Michaels pelo Campeonato Mundial dos Pesos Pesados. No Armageddon, Triple H derrotou Goldberg e Kane em uma luta triple threat para ganhar o Campeonato Mundial dos Pesos Pesados após interferência de Evolution (Ric Flair e Batista). No Raw de 15 de dezembro, Michaels e Rob Van Dam derrotaram Evolution (Triple H, Ric Flair e Batista) em uma luta de handicap, quando Michaels derrotou Triple H. Como resultado, Michaels ganhou uma luta pelo Campeonato Mundial dos Pesos Pesados contra Triple H no Raw de 29 de dezembro em sua cidade natal San Antonio, Texas. Michaels aparentemente derrotou Triple H para ganhar o título, mas o Gerente Geral do Raw, Eric Bischoff, declarou a luta empatada devido aos ombros de ambos os homens estarem caídos no tatame durante o pinfall. Como resultado, Triple H manteve o título. No episódio do Raw de 5 de janeiro, o autoproclamado Sheriff do Raw Stone Cold Steve Austin anunciou que Triple H defenderia o título contra Michaels em uma luta Last Man Standing no Royal Rumble.
A principal rivalidade do SmackDown! estava entre Brock Lesnar e Hardcore Holly pelo Campeonato da WWE. A rivalidade pode ser datada de 12 de setembro de 2002, episódio do SmackDown!, quando Lesnar derrotou Holly em uma luta sem o título e o machucou quebrando o pescoço, deixando-o fora de ação por mais de um ano. Um ano depois, no Survivor Series, Holly retornou à WWE de lesão para se vingar de Lesnar. No episódio de 18 de dezembro do SmackDown!, Paul Heyman anunciou que Holly se juntaria a Shannon Moore em uma luta de duplas contra A-Train e Matt Morgan, na qual Holly poderia fazer uma luta de sua escolha se vencesse, mas se perdesse, seu contrato com a WWE seria rescindido. Holly e Moore venceram a luta, permitindo que Holly lutasse uma luta de sua escolha. No episódio de 1º de janeiro do SmackDown!, Holly foi intencionalmente desqualificada em uma luta contra Big Show por agredi-lo brutalmente. No episódio de 8 de janeiro do SmackDown!, Holly derrotou Big Show em uma briga de rua. Como resultado, Big Show colocou uma ordem de restrição em Holly e Lesnar ficou com Big Show para se proteger de Holly. No episódio de 22 de janeiro do SmackDown!, Holly atacou Lesnar durante uma luta de handicap colocando Lesnar, Big Show, Matt Morgan e Rhyno contra John Cena e Chris Benoit. Isso levou a uma luta entre Lesnar e Holly pelo Campeonato da WWE no Royal Rumble.

## Evento
| Papel:                    | Nome:                                   |
| ------------------------- | --------------------------------------- |
| Comentaristas em inglês   | Michael Cole (SmackDown!)               |
| Comentaristas em inglês   | Tazz (SmackDown! / Luta Royal Rumble)   |
| Comentaristas em inglês   | Jim Ross (Raw / Luta Royal Rumble)      |
| Comentaristas em inglês   | Jerry Lawler (Raw)                      |
| Comentaristas em inglês   | Jonathan Coachman (Luta de abertura)    |
| Comentaristas em espanhol | Carlos Cabrera                          |
| Comentaristas em espanhol | Hugo Savinovich                         |
| Entrevistadores           | Josh Mathews                            |
| Entrevistadores           | Terri Runnels                           |
| Anunciadores de ringue    | Tony Chimel (Smackdown!)                |
| Anunciadores de ringue    | Howard Finkel (Raw / Luta Royal Rumble) |
| Árbitros                  | Charles Robinson (Raw)                  |
| Árbitros                  | Mike Chioda (Raw)                       |
| Árbitros                  | Jack Doan (Raw)                         |
| Árbitros                  | Earl Hebner (Raw)                       |
| Árbitros                  | Brian Hebner (SmackDown!)               |
| Árbitros                  | Jim Korderas (SmackDown!)               |
| Árbitros                  | Nick Patrick (SmackDown!)               |
| Gerentes Geral            | Eric Bischoff (Raw)                     |
| Gerentes Geral            | Paul Heyman (SmackDown!)                |

### Pre-show
Antes do evento ser transmitido ao vivo em pay-per-view (PPV), Victoria derrotou Molly Holly, prendendo-a após um Gory Neckbreaker, que Victoria chama de Widow's Peak. A partida foi ao ar ao vivo no Heat.

### Lutas preliminares
O evento começou com Evolution (Batista e Ric Flair) defendendo o Campeonato Mundial de Duplas contra The Dudley Boyz (Bubba Ray e D-Von) em uma luta de mesas. Jonathan Coachman interferiu na partida ao distrair The Dudley Boyz, que tentou um Whassup em Coachman, mas Flair impediu a jogada. D-Von executou um Clothesline em Flair, permitindo a Batista executar um Spinebuster através de uma mesa em D-Von para manter o título.
Em seguida, Rey Mysterio defendeu o Campeonato Cruseiweght da WWE contra Jamie Noble. Gerente Nidia segurou as pernas de Noble, pensando que ele era Mysterio. Mysterio aproveitou e executou um 619 e Droppin' Da Dime no Noble para manter o título.
Depois disso, Eddie Guerrero enfrentou Chavo Guerrero. Chavo Guerrero Sr. interferiu e atacou Eddie durante toda a luta. Eddie executou o Three Amigos and a Frog Splash em Chavo para vencer a partida. Após a luta, Eddie atacou Chavo e Chavo Sr., fazendo com que Chavo sangrasse.

### Lutas no evento principal
Na quarta luta, Brock Lesnar defendeu o Campeonato da WWE contra Hardcore Holly. Holly realizou um Alabama Slam em Lesnar e aplicou um Full Nelson em Lesnar. Depois que os dois saíram do ringue, Lesnar quebrou o porão executando um Hangman on Holly. Lesnar realizou um F5 em Holly para manter o título.

Na quinta luta, Triple H defendeu o Campeonato Mundial dos Pesos Pesados contra Shawn Michaels em uma luta Last Man Standing. Triple H tentou um Pedigree em uma cadeira de aço em Michaels, mas Michaels respondeu e derrubou Triple H na cadeira de aço. Michaels tentou Sweet Chin Music em Triple H, mas Triple H aplicou um golpe baixo em Michaels. Triple H realizou um DDT e um Pedigree em Michaels, mas Michaels ficou em uma contagem de 9. Michaels executou Sweet Chin Music em Triple H, mas caiu sozinho, resultando na luta terminando em um empate e Triple H manteve o título.

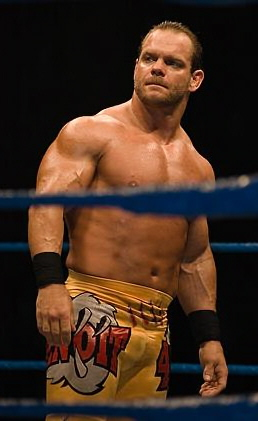
Chris Benoit, the first Royal Rumble match entrant, eventually going on to win the match and the World Heavyweight Championship at WrestleMania XX.

O evento principal foi o Royal Rumble anual de 30 homens, onde o vencedor enfrentaria o campeão mundial de sua marca na WrestleMania XX. Chris Benoit e Randy Orton foram os dois primeiros participantes. Quando a partida começou, Benoit e Orton lutaram entre si até que Mark Henry entrou em #3 e começou a atacar Benoit e Orton. Tajiri entrou em #4 e executou um Handspring Back Elbow em Orton. Orton lutou contra Henry e Benoit lutou contra Tajiri até que Bradshaw entrou em #5 e começou a dominar todos os participantes ao finalizar Orton, depois Henry e Tajiri, com três Clotheslines from Hell. Bradshaw tentou executar um Clothesline from Hell em Benoit, mas Benoit rebateu em um Crippler Crossface. Bradshaw saiu do porão pegando Benoit e jogando-o por cima da corda. No entanto, Benoit pulou no avental e eliminou Bradshaw. Rhyno entrou em #6 e atacou Orton, antes de se concentrar em Benoit. Tajiri lutou contra Henry e aplicou uma Tarântula em Henry. Rhyno executou um Spinebuster em Benoit e tentou executar um Gore em Benoit, mas Benoit evitou o movimento e Rhyno, em vez disso, bateu em uma corda pendurada em Tajiri. Isso fez com que Tajiri fosse eliminado da partida. Benoit então jogou Henry por cima da corda, eliminando-o. Matt Hardy entrou no 7º lugar, mas foi rapidamente jogado por cima da corda superior por Benoit, mas Hardy caiu no ringue. Rhyno tentou eliminar Hardy, mas Hardy permaneceu no ringue. Scott Steiner entrou em #8 e começou a dominar todos os participantes da luta. Hardy e Orton lutaram no canto, onde Hardy quase eliminou Orton até que Benoit atacou Hardy e Orton foi salvo de ser eliminado. Matt Morgan entrou em 9º lugar e executou um Sitout Powerbomb em Benoit e um Big Boot em Hardy. The Hurricane entrou em 10º lugar e executou um Diving Crossbody em Hardy. Hurricane então começou a lutar contra Morgan, que dominou Hurricane e o eliminou jogando-o por cima da corda superior. Morgan então tentou eliminar Hardy da mesma forma, mas Hardy pousou no avental e permaneceu no ringue. Benoit começou a lutar contra Rhyno, Steiner lutou contra Orton e Hardy lutou contra Morgan até que Booker T entrou em #11. Booker atacou Steiner e, em seguida, deu um chute de tesoura em Orton. Booker então eliminou Steiner da luta. Kane entrou em #12. Morgan começou a atacar Kane, mas Kane executou um Chokeslam em Morgan. Kane executou um Big Boot em Rhyno e depois Kane deu um chokeslam em Orton. Eventualmente, a música tema de entrada do Undertaker começou a tocar na arena e as luzes se apagaram. Quando as luzes voltaram, Kane estava distraído e Booker eliminou Kane por trás.[30]

## Após o evento
No episódio do Raw da noite seguinte, durante um confronto entre Triple H e Shawn Michaels, o xerife do Raw Stone Cold Steve Austin interveio e anunciou que, embora não pudesse fazer uma luta entre os dois (Austin tendo perdido seus poderes de Co-General Manager, no Survivor Series em novembro), ele "cumprirá a lei" e anunciou que Michaels não teria a próxima chance no Triple H porque ele não ganhou o Royal Rumble. Austin revelou que o vencedor do Royal Rumble enfrentaria "o campeão" na WrestleMania XX, mas que não havia especificação de qual campeão - criando assim uma brecha que Chris Benoit, que era então propriedade do SmackDown!, explorou para anunciar que ele iria se juntar à marca Raw e, em vez disso, perseguir o Campeonato Mundial dos Pesos Pesados devido em parte aos sentimentos ruins entre ele e o SmackDown! Gerente Geral Paul Heyman.[31] No Raw de 9 de fevereiro, Benoit e Triple H assinaram seu contrato para a luta da WrestleMania, mas Michaels interferiu e acertou Sweet Chin Music em Benoit e então assinou o contrato.[32] Na semana seguinte, após Michaels derrotar Benoit em uma luta individual, Austin anunciou que Triple H defenderia o título contra Benoit e Michaels em uma luta Triple Threat na WrestleMania.[33] Na WrestleMania, Benoit derrotou Michaels e Triple H em uma luta Triple Threat para ganhar o World Heavyweight Championship.[34] A deserção de Benoit levou a uma mudança de regra para o vencedor do Royal Rumble, onde agora ele podia escolher qual campeão mundial enfrentaria na WrestleMania.

### SmackDown! Royal Rumble
Enquanto isso, no SmackDown!, para compensar a deserção de Benoit, Heyman anunciou que uma segunda luta Royal Rumble com quinze lutadores do SmackDown! competindo por uma chance pelo Campeonato da WWE de Brock Lesnar no No Way Out em fevereiro. Os treze lutadores do SmackDown! (Kurt Angle, Rhyno, Charlie Haas, Shelton Benjamin, Bradshaw, Ernest Miller, Tajiri, Billy Gunn, Big Show, John Cena, Nunzio, A-Train e Rikishi) que competiram na luta original do Royal Rumble receberam entradas em a luta, assim como Hardcore Holly e Eddie Guerrero (Holly, que substituiu o lesionado Matt Morgan, lutou e perdeu para Lesnar no Rumble e Guerrero, que substituiu Benoit, continuou sua rivalidade com Chavo). Guerrero venceu a partida e ganhou a oportunidade de título.[35] No No Way Out, Guerrero derrotou Lesnar para ganhar o Campeonato da WWE.[36]

### Impacto da tragédia de Benoit
Chris Benoit assassinou sua esposa e filho antes de cometer suicídio no fim de semana de 22 a 24 de junho de 2007. Uma vez que os detalhes das ações de Benoit se tornaram aparentes, a WWE tomou a decisão de remover quase todas as menções a Benoit de seu site e de futuras transmissões. Como resultado, este Royal Rumble e a vitória de Benoit são frequentemente ignorados nas publicações oficiais. Ao se referir ao participante nº 1, personalidades da WWE ocasionalmente afirmaram, por exemplo, "duas pessoas venceram na posição número um, incluindo o Hall da Fama Shawn Michaels em 1995", como o comentarista John "Bradshaw" Layfield (JBL) fez em 2015. Edge se tornaria o terceiro lutador a vencer como o primeiro participante em 2021, que a WWE reconheceu que ele era o terceiro a fazê-lo, mas apenas mencionou Shawn Michaels como o outro a conseguir isso. A cobertura do Royal Rumble tem sido muito seletiva; não existem fotos de Benoit na página da WWE para o evento, focando-se na luta Last Man Standing entre Triple H e Shawn Michaels, e Benoit é apenas mencionado na página de resultados como o vencedor do evento. Apenas alguns recursos de vídeo da WWE incluem imagens da luta Royal Rumble, mas aqueles que usam uma seleção de tiros cuidadosa para que Benoit não seja visto na tela. O site da WWE também postou galerias de fotos dedicadas aos participantes e vencedores número um na história do Royal Rumble, ambos ignorando completamente Chris Benoit e o ano de 2004.
O pay-per-view e a luta Royal Rumble, no entanto, existem em sua totalidade na WWE Network sem edição. Benoit passou a ganhar o Campeonato Mundial dos Pesos Pesados na WrestleMania XX (que, como este Rumble, também está disponível na íntegra na WWE Network sem edição), mas como seu quase apagamento deste Royal Rumble, a WWE apenas lista seu nome no oficial história do título, mas removeu a descrição da luta (este também é o caso de qualquer outro título de propriedade da WWE que ele ganhou), bem como a descrição da luta para quando Randy Orton o derrotou pelo Campeonato Mundial de Pesos Pesados no SummerSlam.

## Resultados
| Nº                                          | Resultados                                                                                     | Estipulações                                                                            | Tempo   |
| ------------------------------------------- | ---------------------------------------------------------------------------------------------- | --------------------------------------------------------------------------------------- | ------- |
| Pré- show                                   | Victoria (com Steven Richards) derrotou Molly Holly                                            | Lutas individual                                                                        | -       |
| 1                                           | Evolution (Batista e Ric Flair) (c) derrotou The Dudley Boyz (Bubba Ray Dudley e D-Von Dudley) | Luta de mesas pelo Campeonato Mundial de Duplas                                         | 5:29    |
| 2                                           | Rey Mysterio (c) derrotou Jamie Noble (com Nidia)                                              | Lutas individual pelo Campeonato Cruiserweight da WWE                                   | 3:06    |
| 3                                           | Eddie Guerrero derrotou Chavo Guerrero (com Chavo Guerrero Sr.)                                | Lutas individual                                                                        | 8:02    |
| 4                                           | Brock Lesnar (c) derrotou Hardcore Holly                                                       | Lutas individual pelo Campeonato da WWE                                                 | 6:22    |
| 5                                           | Triple H (c) vs Shawn Michaels terminou empatado                                               | Luta Last Man Standing pelo Campeonato Mundial dos Pesos Pesados                        | 23:05   |
| 6                                           | Chris Benoit venceu eliminando por último Big Show                                             | Luta Royal Rumble de 30 homens para uma luta pelo campeonato mundial na WrestleMania XX | 1:01:37 |
| (c) – Refere-se aos campeões antes da luta. |                                                                                                |                                                                                         |         |

### Entradas e eliminações do Royal Rumble
– Raw
     – SmackDown!
     – Vencedor
| N°  | Lutador          | Marca      | Ordem | Eliminado por        | Tempo   | Eliminações |
| --- | ---------------- | ---------- | ----- | -------------------- | ------- | ----------- |
| 1   | Chris Benoit     | SmackDown! | —     | Vencedor             | 1:01:30 | 6           |
| 2   | Randy Orton      | Raw        | 19    | Mick Foley           | 33:44   | 5           |
| 3   | Mark Henry       | Raw        | 3     | Chris Benoit         | 05:14   | 1           |
| 4   | Tajiri           | SmackDown! | 2     | Rhyno and Mark Henry | 03:39   | 0           |
| 5   | Bradshaw         | SmackDown! | 1     | Chris Benoit         | 00:38   | 0           |
| 6   | Rhyno            | SmackDown! | 8     | Chris Benoit         | 14:00   | 1           |
| 7   | Matt Hardy       | Raw        | 9     | René Duprée          | 14:18   | 0           |
| 8   | Scott Steiner    | Raw        | 5     | Booker T             | 06:49   | 0           |
| 9   | Matt Morgan      | SmackDown! | 11    | Chris Benoit         | 12:14   | 1           |
| 10  | The Hurricane    | Raw        | 4     | Matt Morgan          | 00:19   | 0           |
| 11  | Booker T         | Raw        | 13    | Randy Orton          | 09:11   | 2           |
| 12  | Kane             | Raw        | 6     | Booker T             | 01:30   | 0           |
| 13  | Spike Dudley     | Raw        | 7     | Did not enter        | 00:00   | 0           |
| 14  | Rikishi          | SmackDown! | 12    | Randy Orton          | 03:48   | 1           |
| 15  | René Duprée      | Raw        | 10    | Rikishi              | 00:33   | 1           |
| 16  | A-Train          | SmackDown! | 14    | Chris Benoit         | 01:44   | 0           |
| 17  | Shelton Benjamin | SmackDown! | 15    | Randy Orton          | 00:37   | 0           |
| 18  | Ernest Miller    | SmackDown! | 16    | Randy Orton          | 00:56   | 0           |
| 19  | Kurt Angle       | SmackDown! | 28    | Big Show             | 29:04   | 1           |
| 20  | Rico             | Raw        | 17    | Randy Orton          | 01:06   | 0           |
| 21↑ | Mick Foley       | Raw        | 18    | Himself              | 00:43   | 2           |
| 22  | Christian        | Raw        | 20    | Chris Jericho        | 07:39   | 0           |
| 23  | Nunzio           | SmackDown! | 23    | Goldberg             | 03:48   | 0           |
| 24  | Big Show         | SmackDown! | 29    | Chris Benoit         | 22:38   | 4           |
| 25  | Chris Jericho    | Raw        | 27    | Big Show             | 14:58   | 1           |
| 26  | Charlie Haas     | SmackDown! | 21    | Goldberg             | 06:53   | 0           |
| 27  | Billy Gunn       | SmackDown! | 22    | Goldberg             | 05:37   | 0           |
| 28  | John Cena        | SmackDown! | 25    | Big Show             | 07:37   | 0           |
| 29  | Rob Van Dam      | Raw        | 26    | Big Show             | 06:44   | 0           |
| 30  | Goldberg         | Raw        | 24    | Kurt Angle           | 02:08   | 3           |

↑ Test foi originalmente o 21º participante, mas foi encontrado inconsciente e substituído por Mick Foley. Ele entrou no ringue e eliminou Randy Orton e ele mesmo da luta.
Entradas e eliminações da luta Royal Rumble
Vermelho ██ e "Raw" indicam lutadores do Raw, azul ██ e "SmackDown!" indicam lutadores do SmackDown!.
| Símbolo | Significado           |
| ------- | --------------------- |
| †       | Indica o menor tempo. |